# European Forest Institute
Das European Forest Institute (EFI) ist eine 1993 gegründete internationale Organisation europäischer Staaten mit Hauptsitz in Joensuu, die zu diversen Fragen des Waldes forscht. Die wissenschaftliche Arbeit und die Veröffentlichung von Publikationen stehen im Mittelpunkt der Arbeit. Das Institut fördert aber auch eine aktive politische Unterstützung zu Fragen und der Gestaltung von Forstpolitik und ist an waldbezogenen Netzwerken auch über Europa hinaus beteiligt.

## Geschichte
Das EFI wurde am 9. September 1993 als Verein nach finnischem Recht mit Sitz in Joensuu gegründet. Mit Schaffung der Konvention über das Europäische Forstinstitut wurde der Verein zum 28. August 2003 in eine internationale Organisation umgewandelt. Die Gründe lagen vor allem im finnischen Vereinsrecht, welches zu hohen steuerlichen Belastungen der Mitarbeiter führte, womit Forschern verhältnismäßig wenig attraktive Bedingungen zur Mitarbeit geboten waren. Die Konvention wurde 2007 von 15 europäischen Ländern, den Vertragsstaaten, ratifiziert.

## Organisationsstruktur

### Büros und Mitarbeitende
Neben dem Hauptsitz in Joensuu hat EFI Büros in Bonn und Barcelona, assoziierte Niederlassungen in Umeå und Wien, ein Liason-Office in Brüssel und ein Projektzentrum in Malaysia. Darüber hinaus leitet EFI verschiedene Facilities (Einrichtungen): eine Mediterranean Facility, eine Policy Support Facility, eine Bioregions Facility sowie die EU FLEGT und die EU REDD Facility.
Insgesamt kann EFI für seine Forschungs- und Beratungsdienste weltweit auf ca. 120 Mitarbeiterinnen und Mitarbeiter aus 26 Ländern, meist mit forstwissenschaftlichem Hintergrund, zurückgreifen. Diese betreiben sowohl Forschung, Forschungskoordination und Politikberatung, als auch Öffentlichkeitsarbeit und Wissenschaftskommunikation.

### Organe und weitere Einrichtungen
Die Organe sind:
- Der Rat (Council) ist das höchste Entscheidungsgremium des EFI. Er setzt sich aus Vertretern der Mitgliedstaaten zusammen und tritt alle drei Jahre zu einer ordentlichen Sitzung zusammen.
- Die jährliche Konferenz (Annual Conference) besteht aus einer technischen Jahreskonferenz, auf der Entscheidungen getroffen werden. Die Regeln für diesen Teil der Sitzung sind die Geschäftsordnung der Konferenz. Der zweite Tag ist meist der Wissenschaft gewidmet, und der dritte Tag nimmt die Teilnehmenden mit auf eine Exkursion im Gastgeberland. Die Jahreskonferenz findet jeweils in einer ausgewählten europäischen Stadt statt, die dann auch für ein Jahr European Forest City ist.
- Der Vorstand (Board) legt den allgemeinen Forschungsrahmen und die Strategie des Instituts fest. Der Vorstand besteht aus acht Mitgliedern, von denen vier vom EFI-Rat und vier von EFI-assoziierten Mitgliedern gewählt werden.
- Der wissenschaftliche Beirat (Scientific Advisory Board) soll die Qualität der Arbeit des EFI und seiner Projektzentren durch Auswertung der durchgeführten Projekte gewährleisten.[2]

### Mitgliedsstaaten
Das EFI ist eine forschungsorientierte Netzwerkorganisation mit 29 Mitgliedsstaaten. Zu diesen zählen namentlich Belgien, Bulgarien, Dänemark, Deutschland, Estland, Finnland, Frankreich, Griechenland, Großbritannien, Irland, Italien, Kroatien, Lettland, Litauen, Luxemburg, die Niederlande, Norwegen, Österreich, Polen, Portugal, Rumänien, Serbien, die Slowakei, Slowenien, Spanien, Schweden, die Schweiz, Tschechien und die Türkei. Diese Länder haben jeweils einen Sitz im höchsten Entscheidungsgremium in der Organisation des EFI, dem Council (Rat).

### Mitgliedsorganisationen

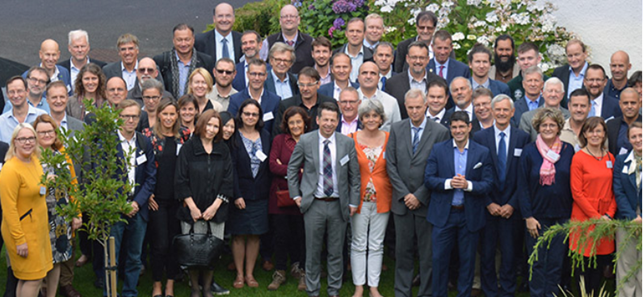
EFI-Mitgliedsorganisationen

EFI hat über 130 Mitgliedsorganisationen aus 40 Ländern. Dazu zählen Universitäten, umweltwissenschaftliche Institute, Stiftungen, forstwissenschaftliche Versuchsanstalten, Verbände und internationale Organisationen.

## Finanzierung
Finanziert wird EFI durch seine Mitgliedsstaaten. Zudem entrichten die forschungsorientierten Mitgliedsorganisationen Beiträge an das Institut. Darüber hinaus koordiniert EFI weltweit zahlreiche Forschungs- und Beratungsprojekte, die u. a. aus europäischen Forschungsprogrammen, Ministerien der EFI-Mitgliedsstaaten und von anderen Forschungsgeldgebern finanziert werden.

## Tätigkeitsfelder

### Forschungsprogramme
Unter den drei großen Themen „Bioeconomy“, „Resilience“ und „Governance“ forscht EFI unter anderem aktiv in den Bereichen nachhaltige Waldwirtschaft, Klimawandel und Klimaanpassung, globale Kreislauf-Bioökonomie, europäische und globale Waldpolitik, sowie zu Fragen von Forstwirtschaft und Naturschutz.

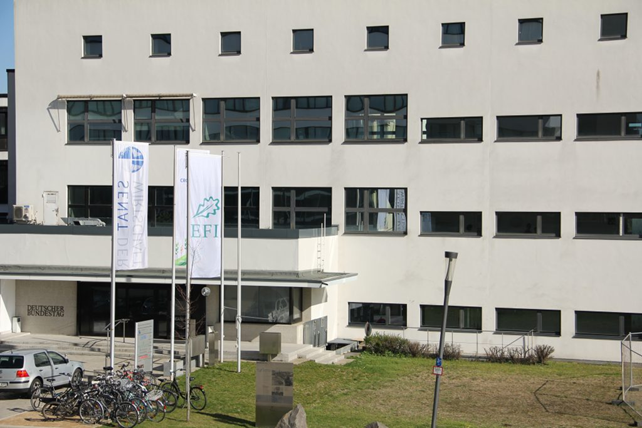
Bonner EFI-Büro am Platz der Vereinten Nationen

### EFI in Deutschland
Im März 2017 wurde ein neues EFI-Büro in Bonn eröffnet, welches von Prof. Dr. Georg Winkel geleitet wird. Dies war Ergebnis langjährigen und umfangreichen Engagements Deutschlands durch das Bundesministerium für Ernährung und Landwirtschaft und wird u. a. aus Mitteln desselben kernfinanziert. Mit rund 30 Mitarbeiterinnen und Mitarbeitern koordiniert EFI Bonn zwei der drei zentralen EFI-Forschungsprogramme: das „Resilience“-Programm und das „Governance“-Programm. In ersterem stehen Klimawandelanpassung, Biodiversität, urbane Waldwirtschaft und Integration von Naturschutz in Waldbewirtschaftung im Vordergrund. Ende 2019 wurde das „Governance“-Programm etabliert, welches u. a. Forstpolitik und globale Wald- und Landnutzungskonflikte erforscht. 2017 hat das Bonner Büro das Resilience Blog ins Leben gerufen, wo verschiedene Autorinnen und Autoren regelmäßig für ein breiteres Publikum zu den Forschungsthemen des Bonner EFI-Büros schreiben.

### European Forest City
Jährlich vergibt EFI den Titel der „European Forest City“ mit dem Ziel, das allgemeine Bewusstsein für die Bedeutung der europäischen Wälder zu schärfen. Gleichzeitig soll die Vielseitigkeit, Bedeutung und der soziale Nutzen europäischer Wälder stärker ins Gespräch gebracht werden. In dieser Zeit kann die jeweilige ausgezeichnete Stadt waldbezogene Aktivitäten für Öffentlichkeit und Fachleute unter dem Titel „European Forest City“ organisieren und ist Gastgeber der EFI-Jahreskonferenz.

### Netzwerk “Integrate”

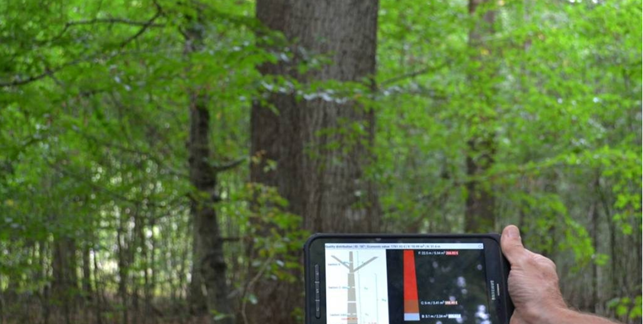
Übung in Demonstrationsfläche

Das Integrate-Netzwerk ist ein Zusammenschluss von Vertreterinnen und Vertretern verschiedener europäischer Länder, das die Integration von Naturschutzes in nachhaltige Waldbewirtschaftung auf den Ebenen der Politik, Praxis und Forschung fördert. Das Integrate-Netzwerk unterstützt neben wissenschaftlichen Publikationen vor allem den Austausch erfolgreicher Beispiele aus der Praxis und ermöglicht einen Erfahrungsaustausch im Rahmen regelmäßiger Veranstaltungen und Waldbesuchen. EFI begleitet den Prozess wissenschaftlich und dient dem Netzwerk als Sekretariat. Des Weiteren ist im Zuge der Integrate Aktivitäten ein europaweites Netzwerk von nun mehr als 100 waldbaulichen Demonstrationsflächen entstanden.
Integrate wurde 2016 vom deutschen Bundesminister für Ernährung und Landwirtschaft, Christian Schmidt, und seinem tschechischen Kollegen, Marian Jurečka, ins Leben gerufen und anschließend von Vertretern im Ständigen Forstausschuss der Europäischen Kommission mit unterstützt. Ca. 20 Mitgliedsländer beteiligen sich derzeit freiwillig mit Vertretern aus der Forst- und Naturschutzpolitik, der Forst- und Naturschutzpraxis sowie der Forschung.

## Publikationen
- F. Krumm, A. Schuck, A. Rigling, A. (eds), 2020: How to balance forestry and biodiversity conservation – A view across Europe. European Forest Institute (EFI); Swiss Federal Institute for Forest, Snow and Landscape Research (WSL), Birmensdorf. 640 Seiten, Online (PDF-Format).